# Leonora Jiménez
Leonora Jiménez Monge (ur. 1983 w  Santa Ana) – kostarykańska modelka, najpiękniejsza kobieta w konkursie Miss Asia Pacific International w 2005 roku, reprezentantka kraju Miss World oraz mistrzyni Kostaryki w karate.
Karierę modelki rozpoczęła w wieku 15 lat. Została uznana za najseksowniejszą kobietę roku 2005 przez GlobalBeauties.com.